# Калье-є Акдарре
Калье-є Акдарре (перс. قلعه اقدره) — село в Ірані, у дегестані Шагсаван-Канді, у Центральному бахші, шагрестані Саве остану Марказі. За даними перепису 2006 року, його населення становило 15 осіб, що проживали у складі 12 сімей.

## Клімат
Середня річна температура становить 17,03 °C, середня максимальна – 35,45 °C, а середня мінімальна – -5,10 °C. Середня річна кількість опадів – 261 мм.
| Клімат поселення                              | Клімат поселення | Клімат поселення | Клімат поселення | Клімат поселення | Клімат поселення | Клімат поселення | Клімат поселення | Клімат поселення | Клімат поселення | Клімат поселення | Клімат поселення | Клімат поселення | Клімат поселення |
| Показник                                      | Січ.             | Лют.             | Бер.             | Квіт.            | Трав.            | Черв.            | Лип.             | Серп.            | Вер.             | Жовт.            | Лист.            | Груд.            |                  |
| Середній максимум, °C                         | 11,85            | 14,68            | 18,87            | 25,29            | 30,39            | 35,26            | 35,45            | 34,40            | 30,79            | 24,68            | 18,37            | 11,92            |                  |
| Середня температура, °C                       | 3,38             | 6,20             | 10,40            | 16,82            | 21,91            | 26,78            | 29,35            | 28,28            | 24,67            | 18,57            | 12,26            | 5,80             |                  |
| Середній мінімум, °C                          | −5,1             | −2,25            | 1,92             | 8,34             | 13,45            | 18,31            | 23,24            | 22,16            | 18,56            | 12,44            | 6,14             | −0,32            |                  |
| Норма опадів, мм                              | 39               | 36               | 45               | 31               | 22               | 4                | 1                | 1                | 1                | 15               | 26               | 40               |                  |
| Середньомісячна швидкість вітру, м/с          | 1.49             | 2.22             | 2.86             | 3.18             | 2.95             | 2.87             | 2.99             | 2.84             | 2.48             | 2.24             | 1.92             | 1.51             |                  |
| Середньомісячна сонячна радіація, кДж/м²·день | 9144             | 12062            | 14457            | 18077            | 22110            | 26203            | 25692            | 23519            | 20042            | 14797            | 10866            | 8808             |                  |
| --------------------------------------------- | ---------------- | ---------------- | ---------------- | ---------------- | ---------------- | ---------------- | ---------------- | ---------------- | ---------------- | ---------------- | ---------------- | ---------------- | ---------------- |
| Джерело:                                      |                  |                  |                  |                  |                  |                  |                  |                  |                  |                  |                  |                  |                  |